# Zawalla (obwód chmielnicki)
Zawalla (ukr. Завалля, pol. hist. Zawale) – wieś na Ukrainie w rejonie kamienieckim należącym do obwodu chmielnickiego. 

## Zabytki
- zamek, zniszczony przez Turków w 1676 r.
- rozległy piętrowy dwór, prawie pałac, wybudowany w 1806 r.[1] na planie prostokąta, w stylu klasycystycznym przez Józefa Dwernickiego (1779-1857) herbu Sas[2]. Dwór kryty wysokim dachem czterospadowym posiadał portyk z czterema kolumnami, przedzielonymi balkonem na pierwszym piętrze[3]. Po 1918 r. siedziba jednostki  przygranicznej ZSRR, wtedy również rozebrano pierwszą kondygnację oraz portyk z kolumnami[1]. Obecnie pozostałości po pałacu Józefa Dwernickiego.